# San'yaku
 (octobre 2016).
Si vous disposez d'ouvrages ou d'articles de référence ou si vous connaissez des sites web de qualité traitant du thème abordé ici, merci de compléter l'article en donnant les références utiles à sa vérifiabilité et en les liant à la section « Notes et références ».
San'yaku ou Sanyaku (三役, litt. « les trois rangs ») représente les plus hauts grades du système de classement du sumo.
Malgré le nom, la san'yaku est composée des quatre premiers rangs de la première division, la makuuchi : yokozuna, ōzeki, sekiwake et komusubi ; le cinquième et dernier rang étant dénommé maegashira. Le nom provient en fait du fait que le yokozuna est considéré comme un ōzeki « amélioré » qui lui permet de ne jamais perdre son rang. Des promotions et des rétrogradations ont lieu entre les rangs, les rangs d’ōzeki et de yokozuna ont des critères de promotion stricts.
Traditionnellement, il y a au moins deux lutteurs pour chaque rang san'yaku, sauf pour celui de yokozuna. S'il venait a n'y avoir qu'un ōzeki, un des yokozuna serait classifié en tant que yokozuna-ōzeki. Le cas de figure dans lequel il y aurait moins de deux lutteurs dans les rangs d'ōzeki et de yokozuna n'a pour l'instant jamais eu lieu.

## Conditions des lutteurs
Être lutteur (sekitori) de san'yaku implique un certain nombre de droits et de responsabilités. Les lutteurs reçoivent un salaire mensuel plus élevé : en 2014, un yokozuna percevait mensuellement 2 820 000 yens (20 500 euros) contre 2 340 000 yens (17 000 euros) pour un ōzeki et 1 686 000 yens (12 200 euros) pour un sekiwake. Ils sont autorisés à postuler à un poste dans l'Association japonaise de sumo, sans tenir compte du nombre total de tournois passés dans la première division
Les lutteurs san'yaku peuvent être appelés à représenter tous les lutteurs de sumo. Par exemple, quand le président de l'Association de Sumo fait un discours lors des premiers et derniers jours des tournois, il est accompagné par l'ensemble des lutteurs san'yaku. Ils peuvent également être présent lors de l'arrivée de VIP (l'empereur, par exemple), pour leur souhaiter la bienvenue.
Les san'yaku peuvent être divisés en deux parties, une supérieure (yokozuna et ōzeki) et une inférieure (sekiwake et komusubi).
Les sekiwake et komusubi ont un salaire plus faible et moins de responsabilité que les ōzeki et yokozuna, mais peuvent recevoir des sanshō (prix spéciaux) durant un tournoi, en récompense d'une performance particulièrement marquante.